# Ranunculus isthmicus
Ranunculus isthmicus Boiss. – gatunek rośliny z rodziny jaskrowatych (Ranunculaceae Juss.). Występuje naturalnie we Włoszech (na Sycylii), Grecji, Turcji oraz na Cyprze (południowo-wschodnia część wyspy). 

## Morfologia
PokrójBylina o owłosionych pędach. Dorasta do 2–4 cm wysokości.
LiścieLiście odziomkowe są pierzaste, jajowate w zarysie, złożone z liniowych lub podłużnych segmentów.
KwiatySą siedzące, pojedyncze lub zebrane po 2–4 w kwiatostanach. Mają żółtą barwę, czasami z brązowym odcieniem.
Gatunki podobneRoślina jest podobna do gatunku R. gracilis, ale osiąga mniejsze rozmiary, ma owłosione pędy oraz siedzące kwiaty.

## Biologia i ekologia
Rośnie na łąkach i nieużytkach. Kwitnie od stycznia do kwietnia. Występuje na wysokości do 150 m n.p.m. Preferuje stanowiska w pełnym nasłonecznieniu. Dobrze rośnie na piaszczystym podłożu. 

## Ochrona
Na Cyprze gatunek znajduje się pod ochroną – został zaliczony do kategorii gatunków narażonych na wyginięcie (vulnerable). 